# Gargar (flod)
Gargar (persiska: رود گرگر) är en konstgjord kanal som är ett världsarv och en del av Shushtars historiska hydrauliska system, som ligger i Shushtar, Khuzestan, Iran från Sassanid- eran. Det registrerades på UNESCO:s lista över världsarv 2009 och är Irans 10:e kulturarv som registreras på FN:s lista .